# Valeriu Rudic
Valeriu Rudic (n. 18 februarie 1947) este un specialist în domeniul microbiologiei, algologiei, biochimiei, biotehnologiei, chimiei, medicinei și farmaceuticii, care a fost ales ca membru corespondent (1995) și apoi membru titular (2000) al Academiei de Științe a Moldovei.